# Новоузенський район
Новоузенський район рос. Новоузенский район — муніципальне утворення в Саратовській області. Адміністративний центр району — місто Новоузенськ. Населення району — 31 018 чол.

## Географія
Розташований в південно-східній частині області на північній околиці Прикаспійської низовини, на кордоні напівпустелі і сухого степу, в середній течії річок Великий і Малий Узень. Поверхня району характеризується надзвичайно вирівняним рельєфом з численними природними зниженнями (лиманами). Це один з найбільш посушливих районів області.
Новоузенский район один із найвіддаленіших районів Саратовської області, межує із Західним Казахстаном. На півночі район межує з Єршовським і  Дергачівським районами, на заході з Пітерським і на півдні з Александрово-Гайським районами.

## Історія
Район утворений 23 липня 1928 року в складі Пугачовського округу Нижньо-Волзького краю. До його складу увійшла частина території колишнього  Новоузенського повіту Саратовської губернії.
З 1934 року район в складі Саратовського краю, з 1936 року — в складі Саратовської області.

## Економіка
Великий виробник якісного товарного зерна твердих сортів, м'яса, вовни, молока. Промисловість переробляє сільськогосподарську сировину, є м'ясокомбінат.